# Еммі (премія, 2020)
72-га церемонія вручення Прайм-тайм премії «Еммі» (англ. 72nd Primetime Emmy Awards) відзначила найкращих в ефірі телевізійних програм США з 1 червня 2019 року до 31 травня 2020 року за вибором Академії телебачення та мистецтв. Спочатку церемонія повинна була відбутися у театрі Microsoft (Лос-Анджелес), але через пандемію COVID-19 вона відбулася у Стейплс-центр, а весь зв'язок з переможцями вівся віддалено, кожен переможець виступав з промовами зі свого будинку або інших місць. Церемонія відбулася 20 вересня 2020 р., а трансляція в США відбулася на ABC. Йому передувала 72-а премія Primetime Creative Arts Emmy Awards, 14-19 вересня включно. Церемонію провів Джиммі Кіммел.
Номінації були оголошені 28 липня 2020 року Леслі Джонсом, Лаверн Кокс, Джошем Ґадом та Тетяною Маслані. Телесеріал Вартові очолив одинадцять номінацій, за ним слідували Спадщина - десять і Озарк - дев'ять номінацій.
Канадський ситком Шиттс-Крік став першим комедійним та драматичним серіалом, який за один рік виграв усі чотири головні акторські категорії, а також першим комедійним та драматичним серіалом, який за один рік отримав усі сім головних нагород. У поєднанні з Еммі Creative Arts, шоу стало найбільш нагороджуваною комедією за один рік. У ролі продюсера, актора, режисера та сценариста для Шиттс-Крік Дена Леві також став першою людиною, яка за один рік отримала нагороду з усіх чотирьох основних дисциплін. Драма HBO Спадщина та мінісеріал Вартові отримали по чотири нагороди.

## Переможці та номінанти
Переможці вказані першими та виділені жирним.
Номінації на 72-й нагороди Emmy Awards були оголошені 28 липня 2020 року господарем Леслі Джонсом та ведучими Лаверн Коксом, Джошем Гадом та Тетяною Маслані. Вартощі очолили всі програми з 26 загальними номінаціями між основною церемонією та 72 -ю нагородою творчих мистецтв "Прайм -творчі мистецтва", а за ним чудова місис Мейзель з 20 та Озарком та спадкоємством з 18 кожна. Netflix очолив усі мережі та платформи з 160 номінаціями, побивши рекорд 137, встановлений HBO попереднього року. Disney+, Apple TV+та Quibi отримали свої перші номінації на Еммі та виграють цього року.

### Програми
| Найкращий комедійний телесеріал | Найкращий драматичний телесеріал |
| --- | --- |
| - «Шиттс-Крік» (Pop) - «Угамуй свій запал» (HBO) - «Мертвий для мене» (Netflix) - «У кращому світі» (NBC) - «Біла ворона» (HBO) - «Метод Комінськи» (Netflix) - «Дивовижна місіс Мейзел» (Prime Video) - «Чим ми займаємося в тінях» (FX) | - «Спадщина» (HBO) - «Краще подзвоніть Солу» (AMC) - «Корона» (Netflix) - «Оповідь служниці» (Hulu) - «Вбиваючи Єву» (BBC America) - «Мандалорець» (Disney+) - «Озарк» (Netflix) - «Дивні дива» (Netflix) |
| Найкращий мінісеріал | Найкращий телефільм |
| - «Вартові» (HBO) - «Усюди жевріють пожежі» (Hulu) - «Місіс Америка» (FX) - «Неймовірне» (Netflix) - «Неортодоксальна» (Netflix) | - Бездоганний (HBO) - «Американський син» (Netflix) - «Струни душі Доллі Партон» (Netflix) - «Ель Каміно» (Netflix) - «Незламна Кіммі Шмідт» (Netflix)                                                    |

### Акторські категорії

#### Головні актори
| Кращий актор у комедійному серіалі | Краща акторка в комедійному серіалі |
| - Юджин Леві в ролі Джонні Роуза — «Шиттс-Крік» (Епізод: «The Pitch») (Pop) - Ентоні Андерсон в ролі Андре «Дре» Джонсона-ст. — «Темніють» (Епізод: «Love, Boat») (ABC) - Дон Чідл в ролі Моріса «Мо» Монро — «Чорний понеділок» (Епізод: «Who Are You Supposed to Be?») (Showtime) - Тед Денсон в ролі Майкла — «У кращому світі» (Епізод: «Whenever You're Ready») (NBC) - Майкл Дуглас в ролі Сенді Комінскі — «Метод Комінськи» (Епізод: «Chapter 12: A Libido Sits in the Fridge») (Netflix) - Рамі Юссеф в ролі Рамі Хассана — «Рамі» (Епізод: «You Are Naked in Front of Your Sheikh») (Hulu) | - Кетрін О'Гара в ролі Мойри Роуз — «Шиттс-Крік» (Епізод: «The Incident») (Pop) - Крістіна Епплгейт в ролі Джен Хардінг — «Мертвий для мене» (Епізод: «It's Not You, It's Me») (Netflix) - Рейчел Броснаген в ролі Міріам «Мідж» Мейзел — «Дивовижна місіс Мейзел» (Епізод: «A Jewish Girl Walks Into the Apollo …») (Prime Video) - Лінда Карделліні в ролі Джуді Хейл — «Мертвий для мене» (Епізод: «If Only You Knew») (Netflix) - Ісса Рей в ролі Ісси Ді — «Біла ворона» (Епізод: «Lowkey Happy») (HBO) - Трейсі Елліс Росс в ролі доктора Рейнбоу «Боу» Джонсон — «Темніють» (Епізод: «Kid Life Crisis») (ABC) |
| Кращий актор у драматичному серіалі | Краща акторка в драматичному серіалі |
| - Джеремі Стронг в ролі Кендалла Роя — «Спадщина» (Епізод: «This Is Not for Tears») (HBO) - Джейсон Бейтман в ролі Мартіна «Марті» Бирда — «Озарк» (Епізод: «Su Casa Es Mi Casa») (Netflix) - Стерлінг К. Браун в ролі Рендалла Пірсона — «Це — ми» (Епізод: «After the Fire») (NBC) - Стів Карелл в ролі Мітча Кесслера — «Ранкове шоу» (Епізод: «Lonely at the Top») (Apple TV+) - Браян Деніс Кокс в ролі Логана Роя — «Спадщина» (Епізод: «Hunting») (HBO) - Біллі Портер в ролі прея Телла — «Поза» (Епізод: «Love's in Need of Love Today») (FX)                                               | - Зендея в ролі Ру Беннетт — «Ейфорія» (Епізод: «Made You Look») (HBO) - Дженніфер Еністон в ролі Алекс Леві — «Ранкове шоу» (Епізод: «In the Dark Night of the Soul It's Always 3:30 in the Morning») (Apple TV +) - Олівія Колман в ролі Єлизавети II — «Корона» (Епізод: «Cri de Coeur») (Netflix) - Джоді Комер в ролі Оксани Астанковой/Вілланелі — «Вбиваючи Єву» (Епізод: «Are You From Pinner?») (BBC America) - Лора Лінні в ролі Венді Бірд — «Озарк» (Епізод: «Fire Pink») (Netflix) - Сандра О в ролі Єви Поластрі — «Вбиваючи Єву» (Епізод: «Are You Leading or Am I?») (BBC America)                   |
| Кращий актор у міні-серіалі або фільмі | Краща акторка в міні-серіалі або фільмі |
| - Марк Раффало в ролі Домініка і Томаса Бёрдсі — «Я знаю, що це правда» (HBO) - Джеремі Айронс в ролі Едріана Вайдта/Озімандія — «Вартові» (HBO) - Г'ю Джекман в ролі Френка Тассоні — «Бездоганний» (HBO) - Пол Мескаль в ролі Коннелла — «Нормальні люди» (Hulu) - Джеремі Поуп в ролі Арчі Коулмана — «Голлівуд» (Netflix) | - Реджина Кінг в ролі Анджели Абар/Сестри Ночі — «Вартові» (HBO) - Кейт Бланшетт в ролі Філліс Шлефлі — «Місіс Америка» (FX) - Шира Хаас в ролі Естер Шапіро — «Неортодоксальна» (Netflix) - Октавія Спенсер в ролі мадам Сі Джей Уокер — «Мадам Сі Джей Уокер» (Netflix) - Керрі Вашингтон в ролі Мії Уоррен — «Усюди жевріють пожежі» (Hulu) |

#### Актори другого плану
| Кращий актор другого плану в комедійному серіалі | Краща акторка другого плану в комедійному серіалі |
| - Ден Леві в ролі Девіда Роуза — «Шиттс-Крік» (Епізод: «Happy Ending») (Pop) - Махершала Алі в ролі шейха Алі Маліка — «Рамі» (Епізод: «Little Omar») (Hulu) - Алан Аркін в ролі Нормана Ньюлендера — «Метод Комінськи» (Епізод: «Chapter 14: A Secret Leaks, a Teacher Speaks») (Netflix) - Андре Брауер в ролі Реймонда Холта — «Бруклін 9-9» (Епізод: «Ransom») (NBC) - Стерлінг К. Браун в ролі Реджі — «Дивовижна місіс Мейзел» (Епізод: «Panty Rose») (Prime Video) - Вільям Джексон Харпер в ролі Чіді Анагоні — «У кращому світі» (Епізод: «Whenever You're Ready») (NBC) - Тоні Шалуб в ролі Ейба Вайсмана — «Дивовижна місіс Мейзел» (Епізод: «Marvelous Radio») (Prime Video) - Кінан Томпсон в різних ролях — «Суботнього вечора в прямому ефірі» (Епізод: «At Home # 2») (NBC) | - Енні Мерфі в ролі Алексіс Роуз — «Шиттс Крік» (Епізод: «The Presidential Suite») (Pop) - Алекс Борштейн в ролі Сюзі Майерсон — «Дивовижна місіс Мейзел» (Епізод: «Marvelous Radio») (Prime Video) - Д'Арсі Карден в ролі Джанет — «У кращому світі» (Епізод: «You've Changed, Man») (NBC) - Бетті Ґілпін в ролі Деббі Іган — «Блиск» (Епізод: «A Very GLOW Christmas») (Netflix) - Марін Гінкл в ролі Роуз Вайсман — «Дивовижна місіс Мейзел» (Епізод: «A Jewish Girl Walks Into the Apollo …») (Prime Video) - Кейт Маккіннон в різних ролях — «Суботнього вечора в прямому ефірі» (Епізод: «Host: Daniel Craig») (NBC) - Івонн Ордж в ролі Моллі Картер — «Біла ворона» (Епізод: «Lowkey Lost») (HBO) - Сесілі Стронг в різних ролях — «Суботнього вечора в прямому ефірі» (Епізод: «Host: Eddie Murphy») (NBC) |
| Кращий актор другого плану в драматичному серіалі | Краща акторка другого плану в драматичному серіалі |
| - Біллі Крудап в ролі Корі Еллісона — «Ранкове шоу» (Епізод: «Chaos Is the New Cocaine») (Apple TV +) - Ніколас Браун в ролі Грега Хірша — «Спадщина» (Епізод: «This Is Not for Tears») (HBO) - Кіран Калкін в ролі Романа Роя — «Спадщина» (Епізод: «Tern Haven») (HBO) - Марк Дюпласс в ролі Чарлі «Чіпа» Блека — «Ранкове шоу» (Епізод: «The Interview») (Apple TV +) - Джанкарло Еспозіто в ролі Гуса Фрінг — «Краще подзвоніть Солу» (Епізод: «JMM») (AMC) - Меттью Макфедьєн в ролі Тома Уомсгенса — «Спадщина» (Епізод: «This Is Not for Tears») (HBO) - Бредлі Вітфорд в ролі коммандера Джозефа Лоуренса — «Оповідь служниці» (Епізод: «Sacrifice») (Hulu) - Джеффрі Райт в ролі Бернарда Лоу — «Край «Дикий Захід»» (Епізод: «Crisis Theory») (HBO)                               | - Джулія Гарнер в ролі Рут Ленгмор — «Озарк» (Епізод: «In Case of Emergency») (Netflix) - Гелена Бонем Картер в ролі принцеси Маргарет — «Корона» (Епізод: «Cri de Coeur») (Netflix) - Лора Дерн в ролі Ренати Кляйн — «Велика маленька брехня» (Епізод: «Tell-Tale Hearts») (HBO) - Тенді Ньютон в ролі Мейв Міллі — «Край «Дикий Захід»» (Епізод: «The Winter Line») (HBO) - Фіона Шоу в ролі Керолін Мартенс — «Вбиваючи Єву» (Епізод: «Management Sucks») (BBC America) - Сара Снук в ролі Шівон «Шив» Рой — «Спадщина» (Епізод: «The Summer Palace») (HBO) - Меріл Стріп в ролі Мері Луїзи Райт — «Велика маленька брехня» (Епізод: «I Want to Know») (HBO) - Саміра Вайлі в ролі Мойри Стренд — «Оповідь служниці» (Епізод: «Sacrifice») (Hulu)                                                               |
| Кращий актор другого плану в міні-серіалі або фільмі | Краща акторка другого плану в міні-серіалі або фільмі |
| - Яг'я Абдул-Матін II в ролі Келвіна «Кела» Абар/Доктора Манхеттена — «Вартові» (Епізод: «A God Walks into Abar») (HBO) - Джован Адепо в ролі молодого Уілла Рівза — «Вартові» (Епізод: «This Extraordinary Being») (HBO) - Тітусс Берджесс в ролі Титуса Андромедона — «Непохитна Кіммі Шмідт: Кіммі проти проповідника» (Netflix) - Луїс Госсетт-мл. в ролі Уїлла Рівза — «Вартові» (Епізод: «See How They Fly») (HBO) - Ділан Макдермотт в ролі Ернеста «Ерні» Уеста — «Голлівуд» (Епізод: «Meg») (Netflix) - Джим Парсонс в ролі Генрі Вілсона — «Голлівуд» (Епізод: «Outlaws») (Netflix) | - Узо Адуба в ролі Ширлі Чісхолм — «Місіс Америка» (Епізод: «Shirley») (FX) - Тоні Коллетт в ролі детектива Грейс Расмуссен — «Неймовірне» (Епізод: «Episode 6») (Netflix) - Марго Мартіндейл в ролі Белли Абзуг — «Місіс Америка» (Епізод: «Bella») (FX) - Джин Смарт в ролі Лорі Блейк — «Вартові» (Епізод: «She Was Killed by Space Junk») (HBO) - Холланд Тейлор в ролі Еллен Кинкейд — «Голлівуд» (Епізод: «Jump») (Netflix) - Трейсі Ульман в ролі Бетті Фрідан — «Місіс Америка» (Епізод: «Betty») (FX) |

#### Гостьові категорії
| Кращий запрошений актор у комедійному телесеріалі | Краща запрошена акторка в комедійному телесеріалі |
| - Едді Мерфі в ролі ведучого — «Saturday Night Live» (Епізод: «Host: Eddie Murphy») (NBC) - Адам Драйвер в ролі ведучого — «Saturday Night Live» (Епізод: «Host: Adam Driver») (NBC) - Люк Кербі в ролі Ленні Брюса — «Дивовижна місіс Мейзел» (Епізод: «It's Comedy or Cabbage») (Prime Video) - Дев Патель в ролі Джошуа — «Сучасна любов» (Епізод: «When Cupid is a Prying Journalist») (Prime Video) - Бред Пітт в ролі Ентоні Фаучи — «Saturday Night Live» (Епізод: «SNL at Home # 2») (NBC) - Фред Віллард в ролі Френка Данфі — «Американська сімейка» (Епізод: «Legacy») (ABC) | - Майя Рудольф в ролі сенатора Камали Харріс — «Saturday Night Live» (Епізод: «Host: Eddie Murphy») (NBC) - Анджела Бассетт в ролі Мо — «Дами жартують по-чорному» (Епізод: «Angela Bassett is the Baddest B *** h») (HBO) - Бетт Мідлер в ролі Хадасси Голд — «Політик» (Епізод: «Vienna») (Netflix) - Майя Рудольф в ролі судді — «В кращому світі» (Епізод: «You've Changed, Man») (NBC) - Ванда Сайкс в ролі мами Меблі — «Дивовижна місіс Мейзел» (Епізод: «A Jewish Girl Walks into the Apollo …») (Prime Video) - Фібі Уоллер-Брідж у ролі ведучої — «Saturday Night Live» (Епізод: «Host: Phoebe Waller-Bridge») (NBC) |
| Кращий запрошений актор у драматичному телесеріалі | Краща запрошена акторка в драматичному телесеріалі |
| Рон Сефас Джонс в ролі Вільяма Хілла — «Це ми» (Епізод: «After the Fire») (NBC) Джейсон Бейтман в ролі Террі Мейтленда — «Чужинець» (Епізод: «Fish in a Barrel») (HBO) Джеймс Кромвелл в ролі Евана Роя — «Спадкоємці» (Епізод: «Dundee») (HBO) Джанкарло Еспозіто в ролі Моффа Гідеона — «Мандалорець» (Епізод: «Chapter 8: Redemption») (Disney +) Ендрю Скотт в ролі Кріса Гіллхейні — «Чорне дзеркало» (Епізод: «Smithereens») (Netflix) Мартін Шорт в ролі Діка Ланді — «Ранкове шоу» (Епізод: «Chaos Is the New Cocaine») (Apple TV +)                                            | Черрі Джонс в ролі Нен Пірс — «Спадкоємці» (Епізод: «Tern Haven») (HBO) Алексіс Бледел в ролі Емілі — «Розповідь служниці» (Епізод: «God Bless the Child») (Hulu) Лаверна Кокс в ролі Софії Бурсет — «Помаранчевий — хіт сезону» (Епізод: «God Blass America») (Netflix) Філіс Рашад в ролі Керол Кларк — «Це ми» (Епізод: «Flip a Coin») (NBC) Сіселі Тайсон в ролі Офелії Харкнесс — «Як уникнути покарання за вбивство» (Епізод: «Stay») (ABC) Гаррієт Уолтер в ролі леді Керолайн Коллингвуд — «Спадкоємці» (Епізод: «Return») (HBO)                                                                                       |

#### Режисура
| Режисура комедійного серіалу | Режисура драматичного серіалу |
| - «Шиттс-Крік» (Епізод: «Happy Ending») — Ендрю Сівідіно і Ден Леві (Pop) - «Велика» (Епізод: «The Great») — Метт Шекман (Hulu) - «Дивовижна місіс Мейзел» (Епізод: «It's Comedy or Cabbage») — Емі Шерман-Палладіно (Prime Video) - «Дивовижна місіс Мейзел» (Епізод: «Marvelous Radio») — Деніел Палладіно (Prime Video) - «Американська сімейка» (Епізод: «Finale Part 2») — Гейл Манкузо (ABC) - «Рамі» (Епізод: «Miakhalifa.mov») — Рамі Юссеф (Hulu) - «Вілл і Грейс» (Епізод: «We Love Lucy») — Джеймс Барроуз (NBC) | - «Спадкоємці» (Епізод: «Hunting») — Андрій Парекх (HBO) - «Корона» (Епізод: «Aberfan») — Бенджамін Карон (Netflix) - «Корона» (Епізод: «Cri de Coeur») — Джессіка Хоббс (Netflix) - «Батьківщина» (Епізод: «Prisoners of War») — Леслі Лінка Глеттер (Showtime) - «Ранкове шоу» (Епізод: «The Interview») — Мімі Ледер (Apple TV +) - «Озарк» (Епізод: «Fire Pink») — Алік Сахаров (Netflix) - «Озарк» (Епізод: «Su Casa Es Mi Casa») — Бен Семанофф (Netflix) - «Спадкоємці» (Епізод: «This Is Not for Tears») — Марк Майлод (HBO) |
| Режисура міні-серіалу, фільму або драматичної програми | |
| - «Неортодоксальна» — Марія Шрадер (Netflix) - «І всюди тліють пожежі» (Епізод: «Find a Way») — Лінн Шелтон (Hulu) - «Нормальні люди» (Епізод: «Episode 5») — Ленні Абрахамсон (Hulu) - «Хранителі» (Епізод: «It's Summer and We're Running Out of Ice») — Ніколь Кассель (HBO) - «Хранителі» (Епізод: «Little Fear of Lightning») — Стеф Грін (HBO) - «Хранителі» (Епізод: «This Extraordinary Being») — Стівен Вільямс (HBO)                                                                                              | |

#### Сценарій
| Сценарій комедійного серіалу | Сценарій драматичного серіалу |
| - «Шиттс-Крік» (Епізод: «Happy Ending») — Ден Леві (Pop) - «В кращому світі» (Епізод: «Whenever You're Ready») — Майкл Шур (NBC) - «Велика» (Епізод: «The Great») — Тоні Макнамара (Hulu) - «Шиттс Крік» (Епізод: «The Presidential Suite») — Девід Уест Рід (Pop) - «Чим ми зайняті в тіні» (Епізод: «Collaboration») — Сем Джонсон і Кріс Марсел (FX) - «Чим ми зайняті в тіні» (Епізод: «Ghosts») — Пол Сімс (FX) - «Чим ми зайняті в тіні» (Епізод: «On the Run») — Стефані Робінсон (FX) | - «Спадкоємці» (Епізод: «This Is Not for Tears») — Джессі Армстронг (HBO) - «Краще телефонуйте Солу» (Епізод: «Bad Choice Road») — Томас Шнауц (AMC) - «Краще телефонуйте Солу» (Епізод: «Bagman») — Гордон Сміт (AMC) - «Корона» (Епізод: «Aberfan») — Пітер Морган (Netflix) - «Озарк» (Епізод: «All In») — Кріс Манді (Netflix) - «Озарк» (Епізод: «Boss Fight») — Джон Шиба (Netflix) - «Озарк» (Епізод: «Fire Pink») — Мікі Джонсон (Netflix) |
| Сценарій міні-серіалу, фільму або драматичної програми | |
| - «Хранителі» (Епізод: «This Extraordinary Being») — Деймон Лінделоф і Корд Джефферсон (HBO) - «Місіс Америка» (Епізод: «Shirley») — Таня Барфілд (FX) - «Нормальні люди» (Епізод: «Episode 3») — Саллі Руні і Еліс Берч (Hulu) - «Неймовірна» (Епізод: «Episode 1») — Сюзанна Грант, Майкл Шейбон і Айєлет Уолдман (Netflix) - «Неортодоксальна» (Епізод: «Part 1») — Анна Уінгер (Netflix)                                                                                                  | |

## Критика
Після оголошення номінації академію дорікали за відсутність трансгендерних кандидатів. Партнери FX драми Pose, яка проводиться на дивовижній бальній сцені в Нью-Йорку, критикували Академію за номінацію Біллі Портера, але, крім сценаристів серіалів Джанет Мок та Our Lady J. Подібні критичні зауваження мали і члени серіалу HBO, багато з яких вважали, що трансгендерна актриса Хантер Шафер гідна номінації за її виступ у серіалі. Обидві серії були помітно відсутні в категорії "Видатні драматичні серіали", рішення, яке зазнало жорсткої критики. Зендая Марі Стормер Коулман була номінована на головну роль у цьому шоу, а згодом перемогла.
Подальша критика виходила від латино-американців, мова йшлася, про недостатню кількість номінацій щодо головних кандидатів саме латинських акторів, що знімалися у цьогорічних стрічках. Незважаючи на цінності номінації "Еммі"  щодо покращення різноманітність у 2020 році. У той час як була рекордна кількість чорних кандидатів (у номінаціях 2020 року), серед усіх меншин був висунутий лише один Латино-американець. Іспаномовні і латиноамериканські групи меншини говорили що цінність "різноманітності" відноситься тільки до афро-американських кандидатів.
Коли LA Times повідомила про критику, використовуючи термін "чорний", її саму критикували за усунення афро-латиноамериканців, дискусія спонукала до подальшого розслідування цієї недостатньо представленої етнічної групи меншини в Голлівуді. Джон Легуізамо бойкотував Еммі через відсутність латиноамериканських кандидатів. Члени команди серіалу Pose знову критикували той факт, що транс-афро-латиноактор їхнього шоу Mj Rodriguez не був номінований, причому Портер припустив, що через різноманітний досвід Родрігеса Академія телебачення "не знає, як визначити номінацію його перформанса", і тому просто не бере до уваги його участь.
Еммі також зіткнулися з критикою з боку азійсько-американської спільноти, критика була висловлена, оскільки азійські американці складали лише 1% від номінантів, що є безмежно низьким, незважаючи на збільшення представництва. Мінді Калінг, творець Never Have I Ever, розкритикувала Еммі за те, що вони не висували серіал на жодну категорію, незважаючи на те, що серіал мав великий успіх, а Калінг припустила, що серіал не був номінований Академією телебачення через свою етнічну приналежність різноманітність і особливо для того, щоб володіти південноазійським характером, як головний цикл серіалу говорить: "шоу подібне до нашого, завжди буде здаватися етнічним або нішевим для певної групи людей".